# Harald Reinkind
Harald Reinkind (født 17. august 1992 i Tønsberg) er en norsk håndboldspiller som spiller for THW Kiel og det norske herrelandshold.